# Copa de la Liga de Túnez
La Copa de la Liga de Túnez fue un torneo de copa disputado en Túnez cada año entre los equipos de la primera y segunda categoría del país más algunos clubes invitados y era organizado por la Federación Tunecina de Fútbol.

## Historia
El torneo fue creado en 1999 y se jugaba bajo el formato de eliminación directa con la intención de foguear a los clubes de las dos primeras categorías del país. En la temporada 2000/01 participó como club invitado el Selection 2001.
En la temporada 2006/07 se decidió separar el torneo en dos, como un torneo de copa por categoría y desde entonces no se volvió a jugar.

## Ediciones anteriores
| Temporada | Campeón          | Resultado         | Finalista        |
| --------- | ---------------- | ----------------- | ---------------- |
| 1999–00   | Stade Tunisien   | 1–0               | CS Sfaxien       |
| 2000–01   | ES Jerba Midoun  | 1–0               | Selection 2001   |
| 2001–02   | Stade Tunisien   | 3–2               | ES Beni-Khalled  |
| 2002–03   | CS Sfaxien       | 2–0               | Olympique Béja   |
| 2003–04   | CA Bizertin      | 0–0 (aet) (7–6 p) | Olympique Béja   |
| 2004–05   | ES Sahel         | 3–1               | CA Bizertin      |
| 2005–06   | No hay registros | No hay registros  | No hay registros |

## Torneo Separado

### Coupe de la Ligue Professionelle 1 (del Francés: Copa de la Liga Profesional 1)
| Temporada | Campeón  | Resultado | Finalista     |
| --------- | -------- | --------- | ------------- |
| 2006–07   | AS Marsa | 3–0       | CS Hammam-Lif |

### Coupe de la Ligue Professionelle 2
| Temporada | Campeón         | Resultado         | Finalista      |
| --------- | --------------- | ----------------- | -------------- |
| 2006–07   | ES Jerba Midoun | 2–2 (aet) (5–3 p) | Jendouba Sport |